# Władimir Nowikow (piłkarz wodny)
Władimir Dmitrijewicz Nowikow (ros. Владимир Дмитриевич Новиков; ur. 25 czerwca 1937 w Moskwie, zm. w 1980) – radziecki piłkarz wodny, medalista olimpijski.
Igrzyska w Rzymie były jego jedynymi w karierze, wraz z ekipą narodową zdobył srebrny medal (wystąpił w meczu z Argentyną). Był brązowym medalistą mistrzostw Europy w 1958, srebrnym w 1962. Występował w barwach moskiewskiego Dynama.